# Slalom gigante
Lo slalom gigante, detto anche solo gigante, è una delle discipline dello sci alpino. Si tratta di una disciplina  in cui gli sciatori sono tenuti a passare attraverso una serie di porte, alternate rosse e blu, disposte su una pista. Rispetto allo slalom speciale è molto più veloce (velocità massime attorno agli 80 km/h), poiché le curve hanno un raggio maggiore, ma è meno veloce e più tecnico rispetto al supergigante.
Il gigante è ritenuto la disciplina più completa dello sci alpino, in quanto richiede tutte le caratteristiche (velocità, tecnica, scorrevolezza e agilità, oltre ad una buona resistenza e potenza fisica) presenti nelle altre specialità. Per questo motivo i gigantisti sono spesso in grado di competere sia nello slalom speciale che nel supergigante. Esistono tuttavia i gigantisti puri, ovvero sciatori che scelgono di concentrarsi solo su questa specialità.

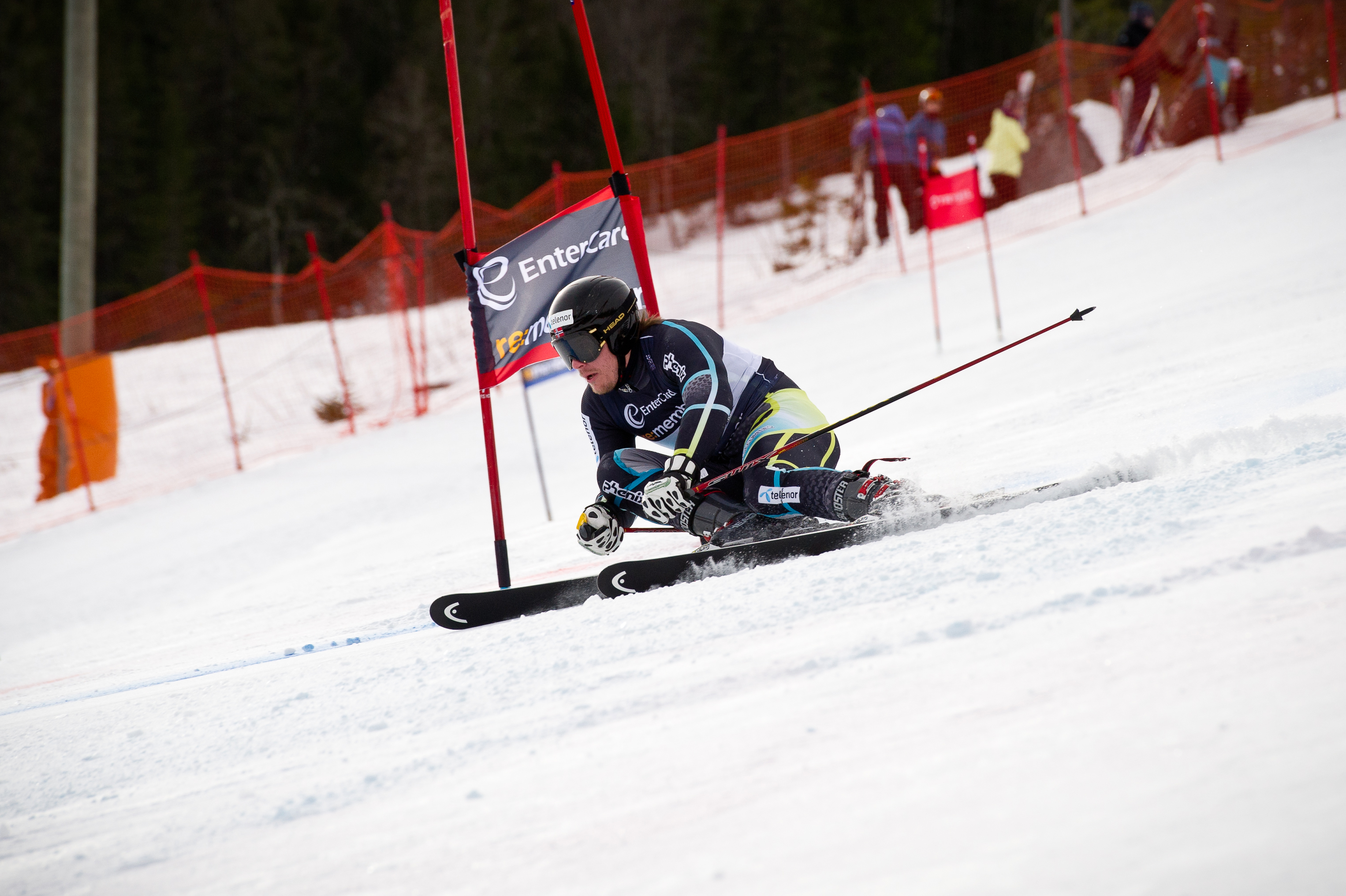
Il norvegese Kjetil Jansrud impegnato in una gara di slalom gigante

In campo maschile il detentore della Coppa del Mondo di slalom gigante, campione olimpico e campione mondiale in carica è lo svizzero Marco Odermatt. A livello femminile la detentrice della Coppa del mondo di slalom gigante e del titolo mondiale è l'italiana Federica Brignone, mentre la detentrice del titolo olimpico è la svedese Sara Hector.

## Storia
La prima gara internazionale di slalom gigante in Italia fu disputata il 19 gennaio 1935 sulle piste del Mottarone, in Piemonte. Quel giorno era in programma una gara di discesa libera, ma a causa della poca neve il commissario decise di stabilire dei passaggi obbligati con porte, con raggio molto simile a quelle attuali, per rallentare i concorrenti lungo la gara di discesa. Dato che la pista era lunga appena 1,5 chilometri si corsero due manche.
Lo slalom gigante è stato introdotto dalla Federazione Internazionale Sci (FIS) negli anni 1950; fino ad allora, esistevano in pratica due sole discipline alpine, lo slalom (speciale) e la discesa libera. Lo slalom gigante fu aggiunto al programma dei Mondiali di sci alpino a partire dall'edizione del 1950, e ai Giochi olimpici invernali dal 1952. La Coppa del Mondo di slalom gigante è stata istituita nella stagione 1966/1967, quando la FIS ha creato il circuito della Coppa del Mondo di sci alpino.

## Descrizione

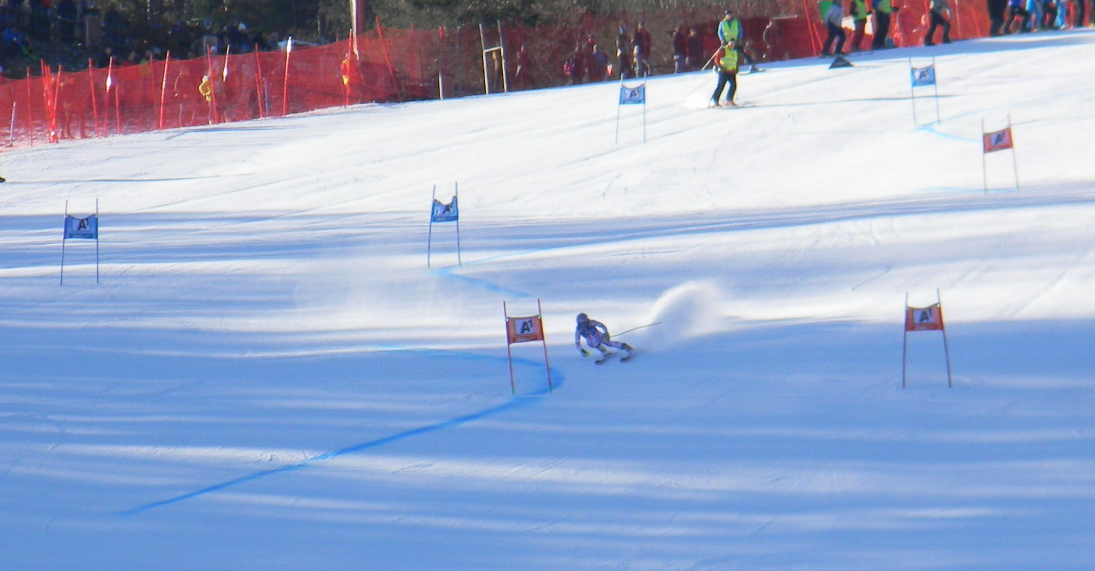
La francese Tessa Worley impegnata in un gigante.

Tipicamente una gara di slalom gigante si svolge in due manche, e risulta vincitore lo sciatore che ha realizzato il tempo complessivo minore sulle due prove, senza saltare nessuna porta. Nelle competizioni di coppa del mondo vengono ammessi alla seconda manche solo i migliori 30 classificati della prima manche. L'ordine di partenza della seconda prova è l'inverso della classifica provvisoria della prima manche (il primo a partire è quindi il trentesimo classificato). Anche nelle normali gare FIS o FISI viene effettuata l'inversione dei trenta, ma vengono ammessi alla seconda manche tutti i classificati della prima prova: il trentunesimo classificato partirà dopo il leader provvisorio, alle sue spalle il trentaduesimo e così via. In alcune gare FISI lo slalom gigante viene disputato su una sola manche.
I cambi di direzione sono l'11-15% del dislivello, che la FIS traduce in 250-400 metri per i giganti femminili e 250-450 metri per quelli maschili. Le porte sono larghe 4-8 metri e distanti al minimo 10 metri. Una discesa di solito richiede un tempo compreso fra 1'05" e 1'30", con velocità media tra i 60 e gli 80 km/h.

### Differenze tra slalom gigante e slalom speciale

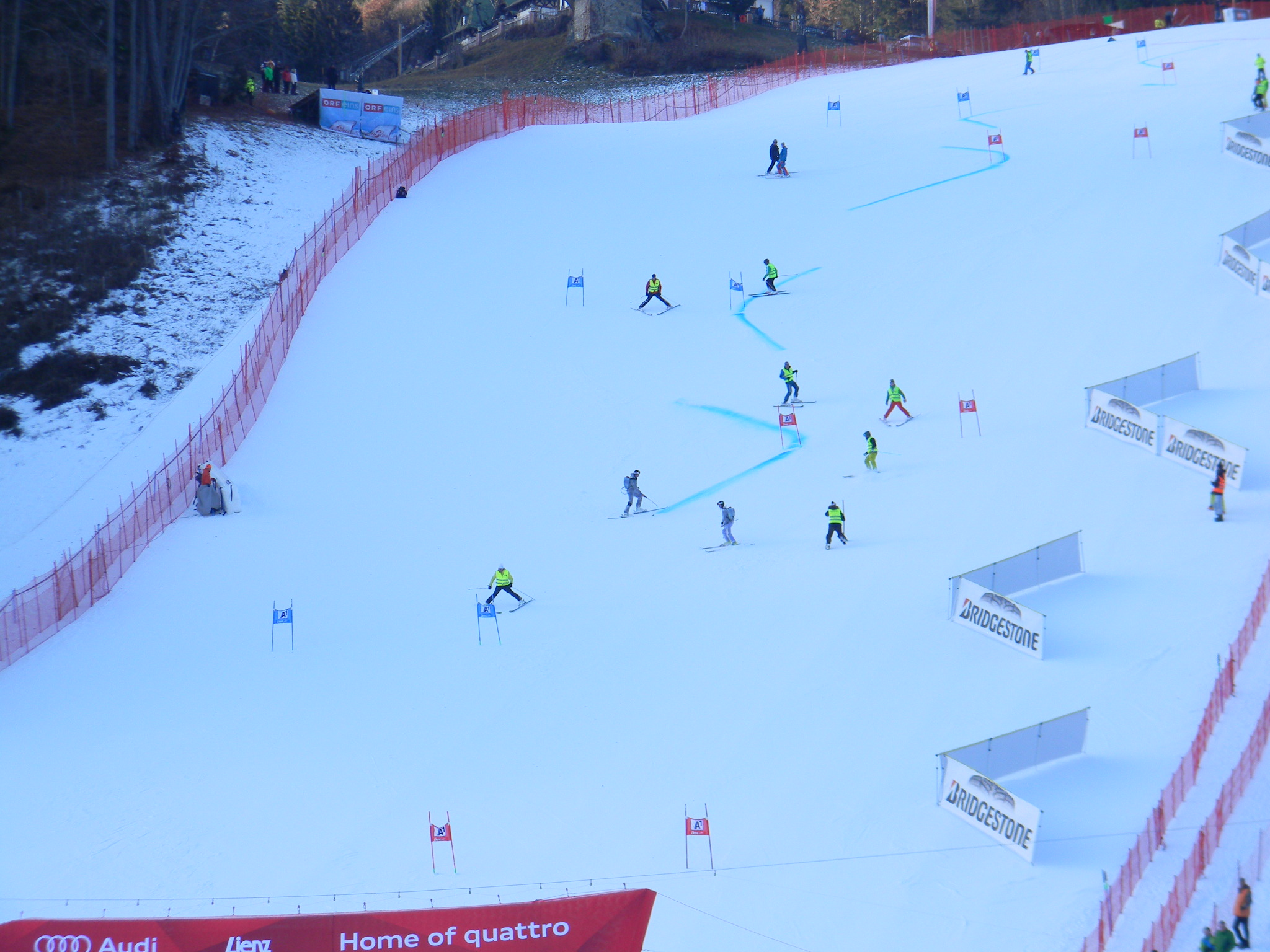
Preparazione della pista Schlossberg di Lienz per una gara di slalom gigante nel 2015.

Storicamente, lo slalom gigante è un'evoluzione dello slalom speciale. Assieme costituiscono le discipline tecniche dello sci alpino, contrapposte alle discipline veloci (discesa libera e supergigante).
Nello slalom gigante la velocità di percorrenza è superiore allo speciale, perché, pur disputandosi sovente sulle stesse piste, le porte nel gigante sono poste a distanze maggiori e con un arco di curva più ampio. In questo modo gli sciatori perdono meno velocità. 
Anche le porte sono diverse. Nel gigante ogni porta è segnalata da due coppie di pali, e i pali di ogni coppia sono uniti da un pannello di tessuto. Nello slalom speciale, invece, le porte sono segnalate da due pali singoli, privi di bandierine.
Le differenze riguardano anche gli attrezzi. Gli sci da gigante sono più lunghi (190 o 195 cm per gli uomini, 183 o 188 cm per le donne per la coppa del mondo), e più morbidi di quelli da speciale. Inoltre per gli sci da gigante esiste un raggio di curvatura minimo (dal 2012 35 metri per gli uomini, 30 metri per le donne, precedentemente 27 per gli uomini 23 per le donne) che è stato imposto per impedire agli atleti di curvare troppo facilmente. I bastoncini presentano a volte una curvatura (mentre quelli da speciale sono diritti) e la loro impugnatura normalmente è priva della protezione richiesta nello speciale per il frequente impatto con i pali.

### Piste da gigante famose

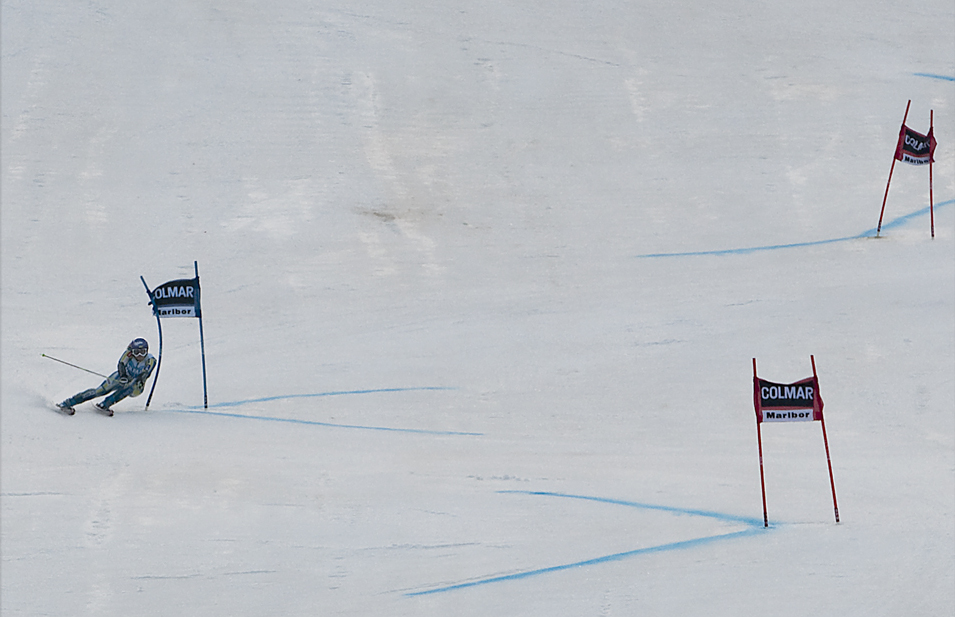
Esempio di distanza tra porte

- Gran Risa
- Chuenisbärgli
- Planai
- Schlossber
- Loipl
- Podkoren
- Rettenbach (pista sciistica)
- La Verte des Houches